# Zeeden
Zeeden (Pinus pinaster) is een soort uit de dennenfamilie (Pinaceae). De boom heeft goed afwaterende grond nodig om goed te groeien en wordt vaak aangeplant als beschutting en om het zand van de duinen vast te houden.

## Kenmerken
Zeeden is een naaldboom die een hoogte kan bereiken van ± 30 m. De kroon is piramidevormig. Bij oudere bomen is er een lange, kale en bochtige stam. De takken staan dan ook wat meer gespreid aan de top, die dan tamelijk plat is. De boomschors is bleekgrijs of roodachtig bruin en heeft diepe groeven. Later wordt de schors donkerder. De takken zijn roze of roodachtig bruin en zijn onbehaard, in tegenstelling tot sommige andere dennen.
De knoppen zijn helder roodbruin. Ze zijn niet harsachtig en hebben franje aan de schubben. Zeeden heeft stevige, leerachtige naalden met een scherpe punt. De naalden groeien in paren en worden 15–25 cm lang.
De kegelvruchten zijn helder glanzend bruin en puntig. Ze worden tot 22 cm lang. De schubben dragen een naar boven gerichte stekel. De kegels blijven verscheidene jaren aan de boom zitten.

## Verspreiding

Natuurlijk verspreidingsgebied ✖ Geïsoleerde natuurlijke populatie
▲ Geïntroduceerd en verwilderd

Het natuurlijke verspreidingsgebied van zeeden strekt zich uit over het Middellandse Zeegebied.

### Verspreiding in Nederland en België
Wat betreft de verspreiding in Nederland meldt Leclercq
dat zeeden rond 1940 verspreid in ons land voorkomt, meestal in kleine groepjes. Hij wijst vooral op het voorkomen in Noord-Brabant, waar de naam "grove mast" wordt gebruikt. Hij schrijft dat "bij ons" het klimaat te koud is voor zeeden. Maar wanneer "men, gelijk de laatste tijd gebruikelijk is, in de kwekerijen uitsluitend inlands zaad gebruikt, zal dat langzamerhand wel beter worden en zal er waarschijnlijk wel een 'klimaat-ras' ontstaan, dat beter bestand is tegen de koude, maar er is eigenlijk weinig reden zich daartoe veel moeite te getroosten. Het enige wat hij op zijn soortgenoten vóór heeft is dat hij zich met nòg slechtere grond tevreden stelt." 
Uit de verspreidingskaarten van Floron valt op te maken dat in Nederland de eerste aanplant vooral in de duinen heeft plaatsgevonden en dat verspreiding over grote delen van Brabant pas vanaf ca. 1930 heeft plaatsgevonden.

## Toepassingen
Van zeedennen wordt hars afgetapt. Hiervan wordt terpentijn gemaakt dat wordt gebruikt in de productie van verf en vernis. Tevens wordt de hars gebruikt voor de fabricage van zeep en linoleum. Het hout vindt toepassing in de bouw, bij de productie van papier en vroeger ook voor telefoonpalen.

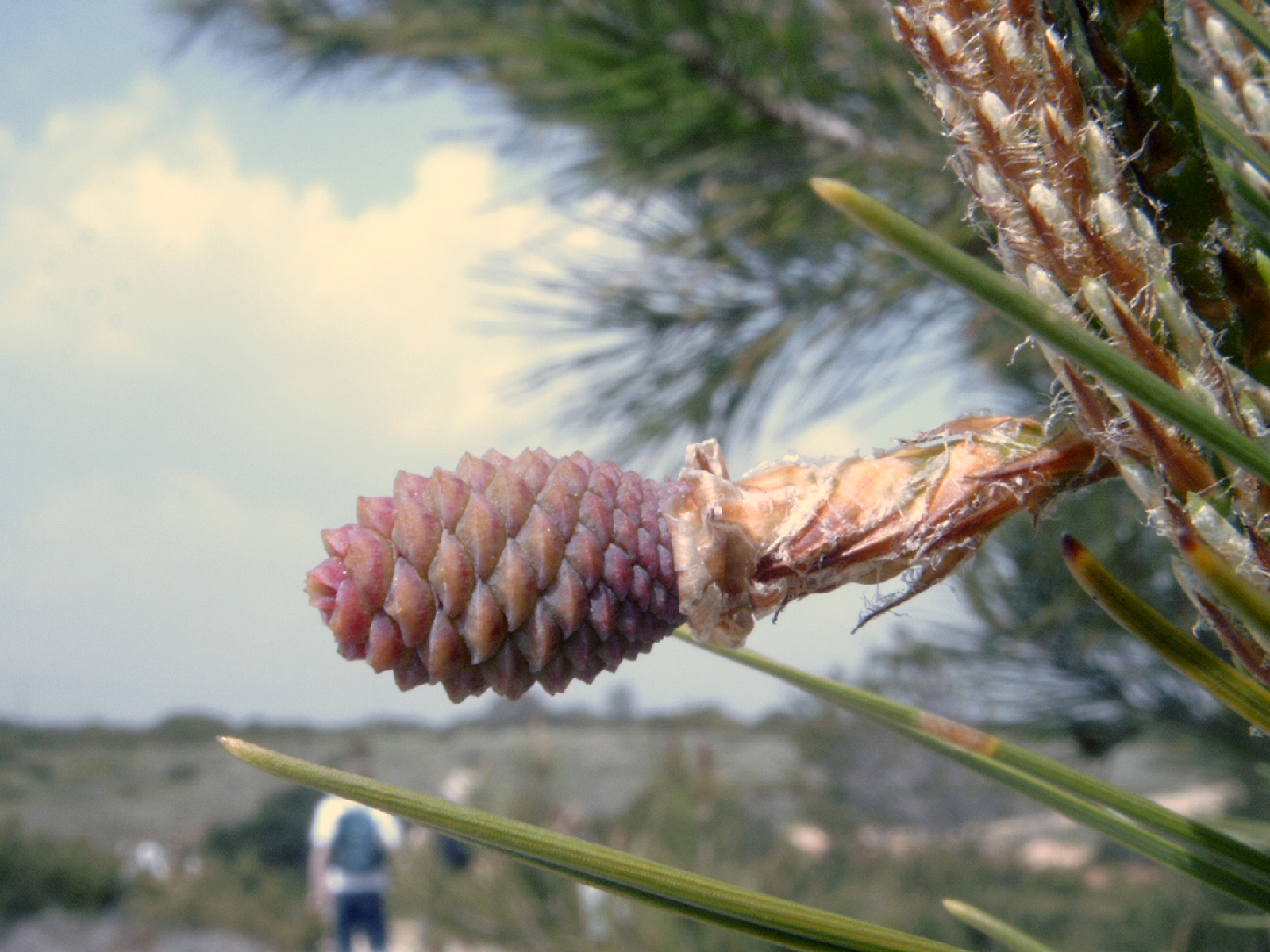
Vrouwelijke kegel